# Dendrobium floresianum
Dendrobium floresianum är en orkidéart som beskrevs av Metusala och P.O'byrne. Dendrobium floresianum ingår i släktet Dendrobium, och familjen orkidéer. Inga underarter finns listade i Catalogue of Life.